# جاده ئی۲۲ اروپا
جاده ئی۲۲ اروپا (به انگلیسی: European route E22) یکی از جاده‌های اصلی قاره اروپا است.
این جاده که از شهر هولیهد (بریتانیا) شروع شده، در شهر ایشیم (روسیه) به پایان میرسد و ۵۳۲۰ کیلومتر مسافت دارد.

## نگارخانه

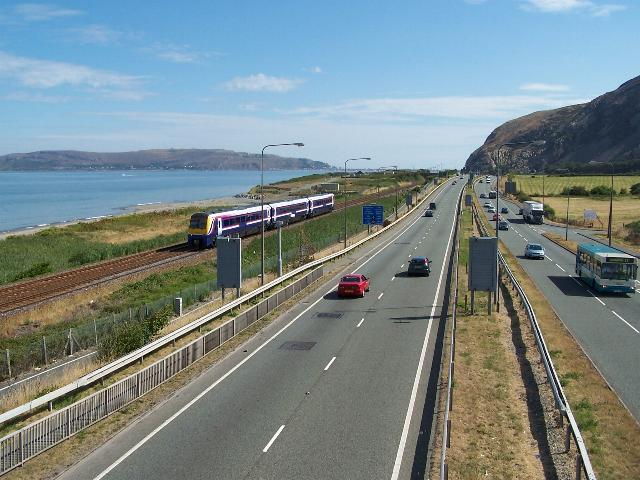
ولز
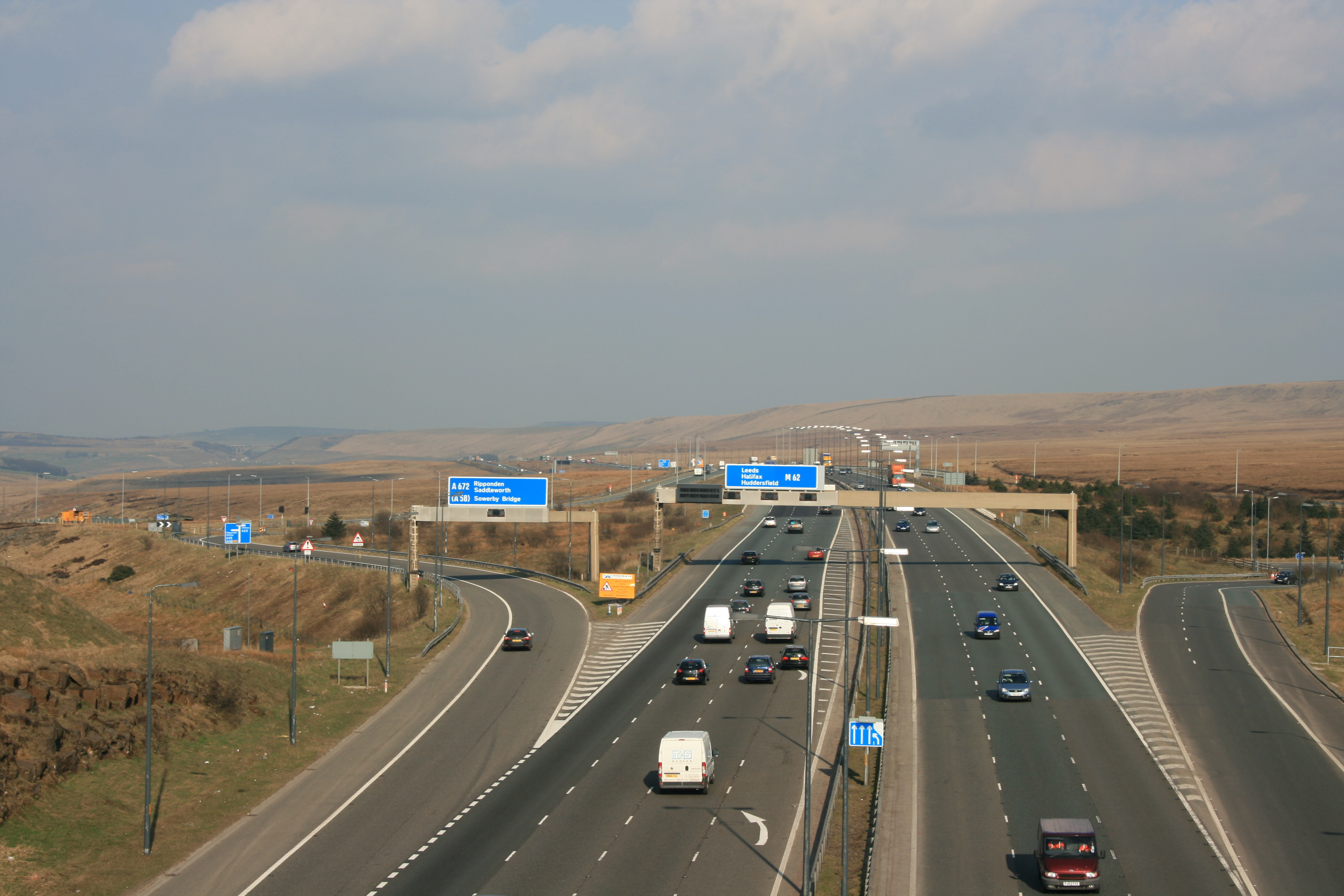
انگلستان
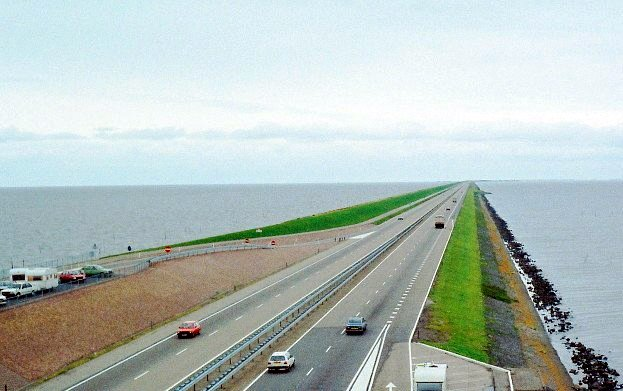
هلند
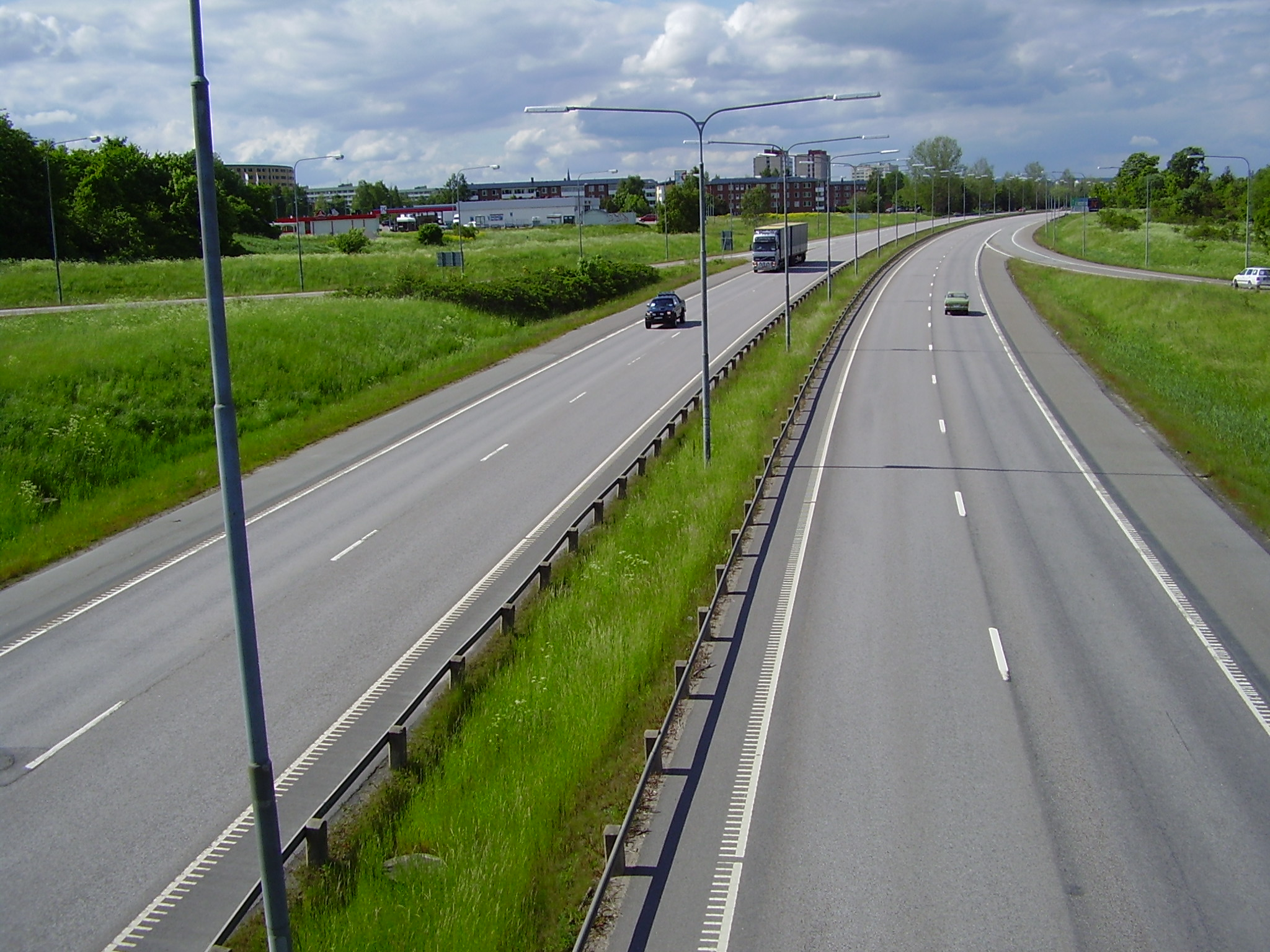
سوئد
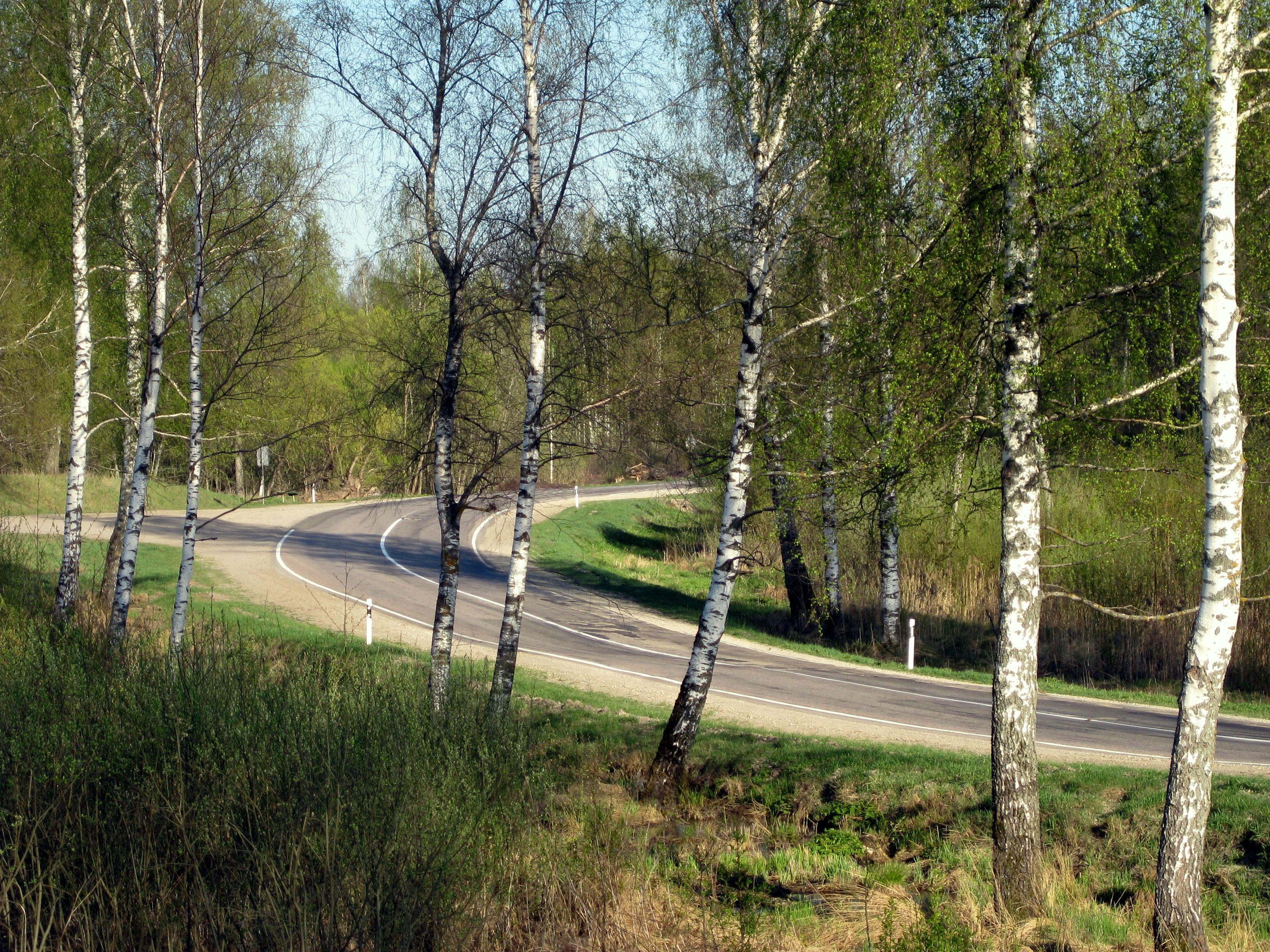
لتونی
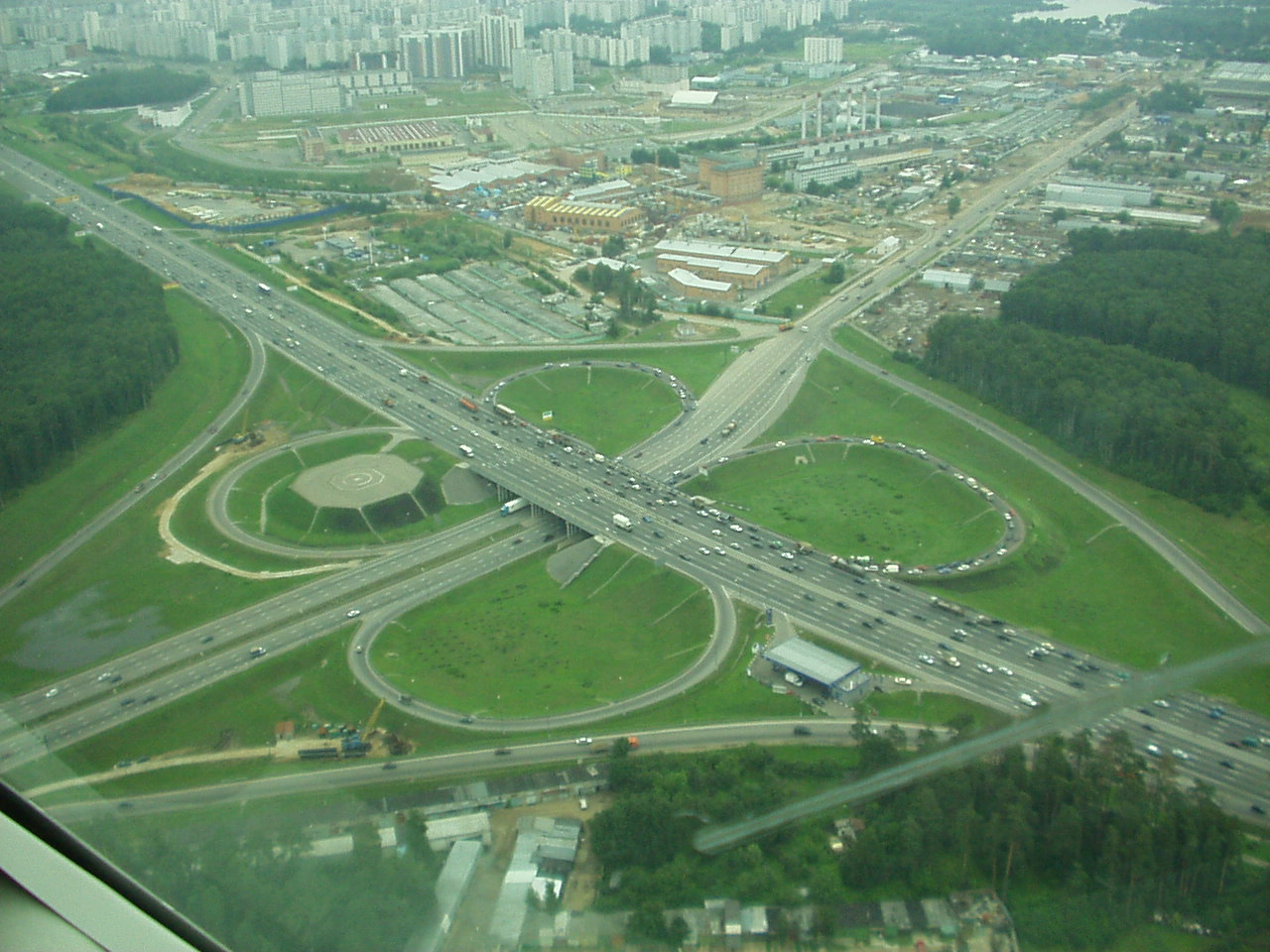
روسیه
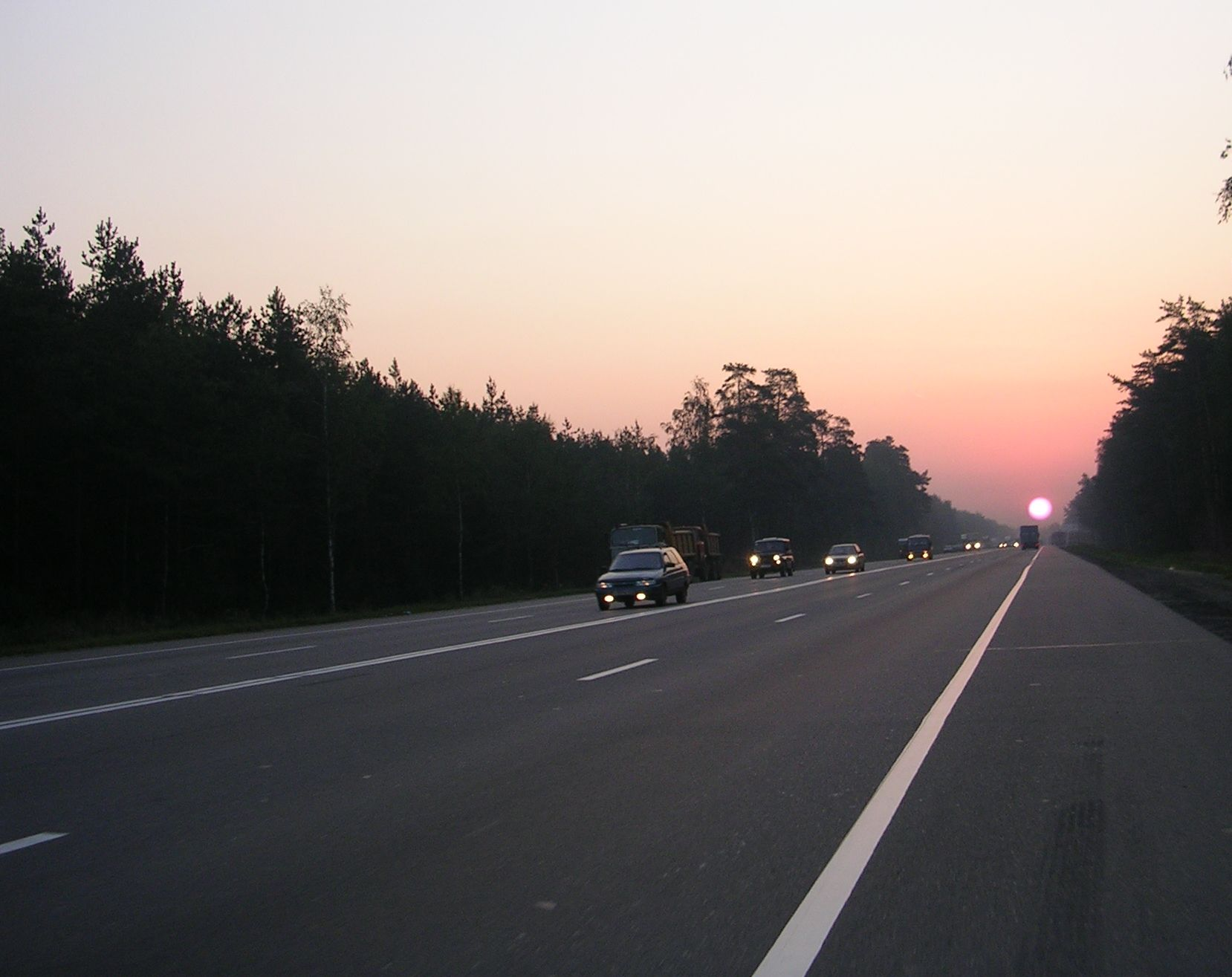
روسیه
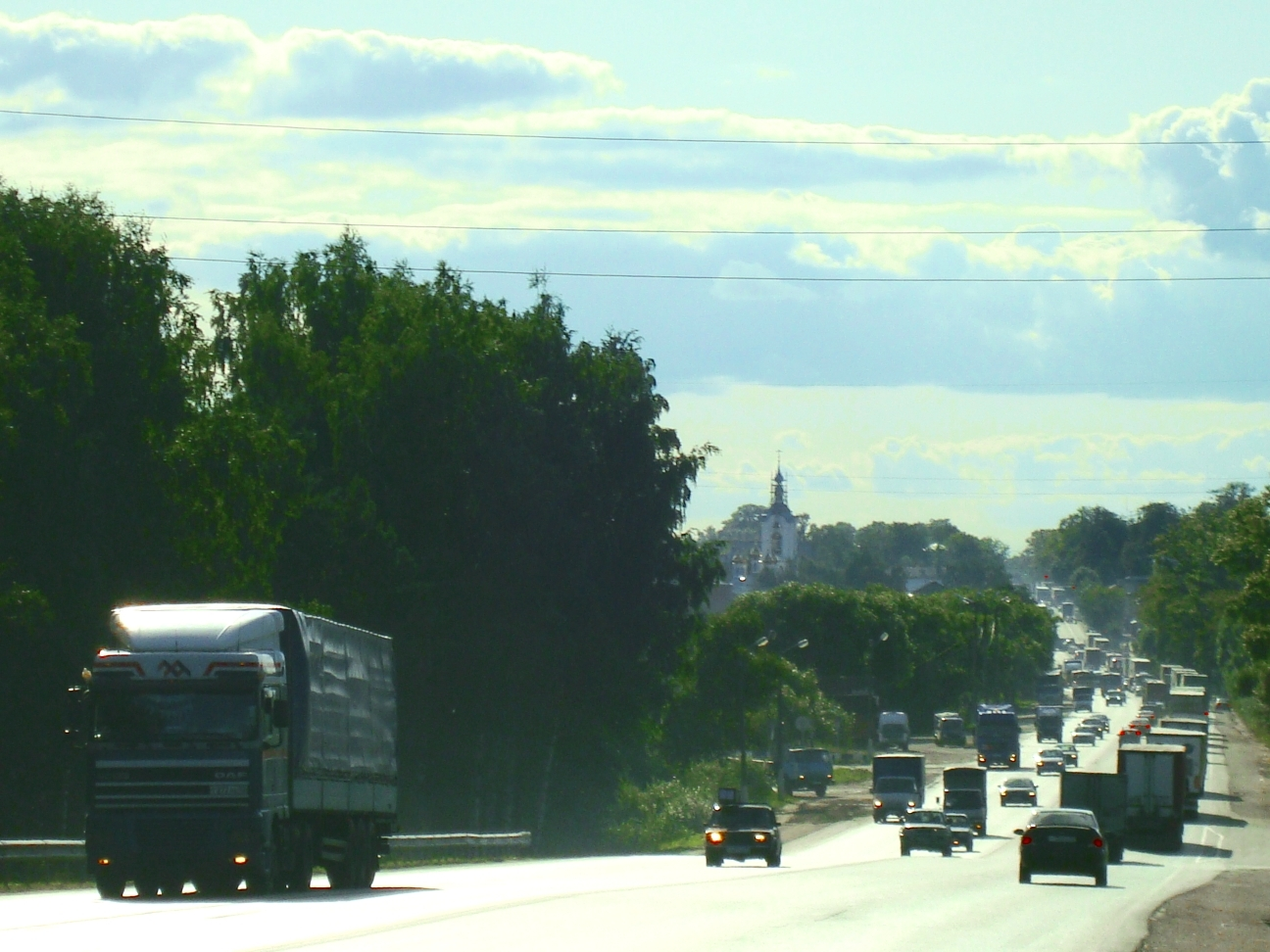
روسیه